# Ricardo Rimini
Ricardo Rimini ili punim imenom Ricardo Rimini di Cave (Rim, 28. siječnja 1908.), urugvajski je mačevalac.
Na Olimpijskim igrama 1952. nastupio je u disciplinama floret pojedinačno. Najveći uspjeh u športskoj karijeri ostvario je osvajanjem srebra na Panameričkim igrama 1955. u Ciudad de Méxicu u disciplini sablja momčadski. Uz njega srebro su osvojili i Teodoro Goliardi, Juan Paladino i José Lardizábal.